# Håndboldspiller
En håndboldspiller er en person, der spiller håndbold. Der er syv spillere på banen ad gangen for hvert hold, og de er fordelt på følgende positioner. Bogstaverne refererer til tegningen til højre, hvor røde spillere er angrebsspillere og blå spillere er forsvarsspillere.
- Målmanden (GK), også kaldet en målvogter, står foran målet og skal sammen med forsvaret forhindre modstanderne i at score mål. Kan også starte et angreb, hvis han/hun erobrer bolden.[1]
- Fløjspillere (LW/FR og RW/FL), spiller helt ude i siden eller hjørnet.[2]
- Playmakere (CB), der spiller på midten af banen og fordeler boldene under et angreb.[3]
- Backs (HR/LB og HL/RB), der spiller mellem fløjspilleren og playmakeren.[4]
- Stregspiller (P), der kæmper med modstandernes forsvar om at få plads så tæt på 6 m-linjen som muligt.[5]

De spillere, der ikke er målmænd, kaldes samlet for markspillere, mens de, der sidder uden for banen, samlet set kaldes udskiftningsspillere.